# Phoma alchemillae
Phoma alchemillae är en lavart som beskrevs av Rostr. 1897. Phoma alchemillae ingår i släktet Phoma, ordningen Pleosporales, klassen Dothideomycetes, divisionen sporsäcksvampar och riket svampar.   Inga underarter finns listade i Catalogue of Life.